# Canton de Saint-Ciers-sur-Gironde
Le canton de Saint-Ciers-sur-Gironde est une ancienne division administrative française située dans le département de la Gironde et la région Aquitaine.

## Géographie
Ce canton était organisé autour de Saint-Ciers-sur-Gironde dans l'arrondissement de Blaye. Son altitude variait de 0 m (Braud-et-Saint-Louis) à 91 m (Saint-Palais) pour une altitude moyenne de 34 m.

## Composition
Le canton de Saint-Ciers-sur-Gironde regroupait onze communes et comptait 12 365 habitants (population municipale) au 1er janvier 2010.
| Nom                     | Code Insee | Intercommunalité | Superficie (km2) | Population (dernière pop. légale) | Densité (hab./km2) |
| ----------------------- | ---------- | ---------------- | ---------------- | --------------------------------- | ------------------ |
| Anglade                 | 33006      | CC de l'Estuaire | 13,82            | 936 (2014)                        | 68                 |
| Braud-et-Saint-Louis    | 33073      | CC de l'Estuaire | 49,24            | 1 514 (2014)                      | 31                 |
| Étauliers               | 33159      | CC de l'Estuaire | 12,98            | 1 465 (2014)                      | 113                |
| Eyrans                  | 33161      | CC de l'Estuaire | 4,28             | 733 (2014)                        | 171                |
| Marcillac               | 33267      | CC de l'Estuaire | 32,23            | 1 177 (2014)                      | 37                 |
| Pleine-Selve            | 33326      | CC de l'Estuaire | 4,23             | 218 (2014)                        | 52                 |
| Reignac                 | 33351      | CC de l'Estuaire | 37,43            | 1 500 (2014)                      | 40                 |
| Saint-Aubin-de-Blaye    | 33374      | CC de l'Estuaire | 11,54            | 831 (2014)                        | 72                 |
| Saint-Caprais-de-Blaye  | 33380      | CC de l'Estuaire | 5,17             | 556 (2014)                        | 108                |
| Saint-Ciers-sur-Gironde | 33389      | CC de l'Estuaire | 38,34            | 3 068 (2014)                      | 80                 |
| Saint-Palais            | 33456      | CC de l'Estuaire | 9,76             | 515 (2014)                        | 53                 |

## Démographie
| 1962   | 1968  | 1975  | 1982   | 1990   | 1999   | 2006   | 2011   | 2012   |
| ------ | ----- | ----- | ------ | ------ | ------ | ------ | ------ | ------ |
| 10 123 | 9 441 | 8 781 | 11 435 | 10 781 | 11 040 | 11 603 | 12 395 | 12 351 |

## Histoire
Le canton s'appelait Saint-Ciers-la-Lande jusqu'en 1902.
De 1833 à 1848, les cantons de Saint-Ciers-la-Lande et Saint-Savin avaient le même conseiller général. Le nombre de conseillers généraux par département était limité à 30.

## Administration

### Conseillers généraux de 1833 à 2015
| Période | Période      | Identité                                     | Étiquette                  | Qualité |
| ------- | ------------ | -------------------------------------------- | -------------------------- | --- |
| 1833    | 1840         | Marquis René-Chrétien-Auguste de Lamoignon   |                            | Ancien officier, Pair de France Propriétaire, maire de Saint-Ciers-la-Lande (1813-1845)                                            |
| 1840    | 1848 (décès) | Jean Pierre Henri Amédée Baron de Conteneuil |                            | Propriétaire à Bordeaux Ancien Sous-Préfet de Blaye                                                                                |
| 1848    | 1852         | Pierre-Étienne Roux                          |                            | Propriétaire, maire de Marcillac                                                                                                   |
| 1852    | 1864         | Alcée Froin                                  | Droite Bonapartiste        | Médecin, maire de Saint-Ciers-la-Lande Député (1889-1893)                                                                          |
| 1864    | 1871         | Mathieu Pierre Étienne Comte de Luppé        |                            | Propriétaire, ancien chef d'escadron d'état-major de la Garde Nationale                                                            |
| 1871    | 1894 (décès) | Alcée Froin                                  | Droite Bonapartiste        | Médecin, maire de Saint-Ciers-la-Lande Député (1889-1893)                                                                          |
| 1894    | 1913         | Léopold Doussin                              | Républicain                | Propriétaire - Maire de Blaye (1887-1888)                                                                                          |
| 1913    | 1933 (décès) | Georges Perrault                             | AD                         | Maire d'Etauliers (1912-1933) |
| 1933    | 1940         | René Bourda                                  | Concentration républicaine | Maire de Saint-Ciers-sur-Gironde Nommé conseiller départemental en 1943                                                            |
|         |              |                                              |                            | |
| 1945    | 1955         | René Bourda                                  | DVD                        | maire de Saint-Ciers-sur-Gironde (1929-1947)                                                                                       |
| 1955    | 1979         | Robert Penaud                                | DVD                        | Propriétaire-exploitant, commerçant Maire de Saint-Aubin-de-Blaye                                                                  |
| 1979    | 1985         | Paul Crotte                                  | PS                         | maire de Saint-Ciers-sur-Gironde (1983-1989)                                                                                       |
| 1985    | 1998         | Daniel Picotin                               | UDF-Rad.                   | Avocat Député (1993-1997) maire de Saint-Ciers-sur-Gironde (1989-2008)                                                             |
| 1998    | 2015         | Philippe Plisson                             | PS                         | Retraité de l'enseignement Député (2007-2017) maire de Saint-Caprais-de-Blaye président de la Communauté de communes de l'Estuaire |

### Conseillers d'arrondissement (de 1833 à 1940)
Le canton de Saint-Ciers avait deux conseillers d'arrondissement.
| Période                                  | Période      | Identité                                               | Étiquette           | Qualité |
| ---------------------------------------- | ------------ | ------------------------------------------------------ | ------------------- | --- |
| 1833                                     | 1842         | Victor Châteauneuf                                     |                     | Officier de santé, Saint-Ciers-la-Lande                                                                     |
| 1833                                     | 1835 (décès) | Bernard Froin père                                     |                     | Adjoint au maire de Saint-Ciers-la-Lande                                                                    |
| 1836                                     | 1848         | Jean Étienne Roux                                      |                     | Maire de Saint-Aubin                                                                                        |
| 1842                                     | 1845         | Jean Vincent de Paul Mestivier (1795-1847)             |                     | Médecin, ancien Premier adjoint au maire de Saint-Ciers-la-Lande                                            |
| 1845                                     | 1848         | François Philibert Bertrand, Comte de Caumont La Force |                     | Ancien officier, propriétaire à Saint-Ciers-la-Lande et à Paris                                             |
|                                          |              |                                                        |                     | |
| 1880                                     | 1898         | Léopold d'Arliguie de Boutières                        | Droite bonapartiste | Propriétaire à Saint-Palais                                                                                 |
| 1880                                     | 1898         | Ulysse David                                           | Droite bonapartiste | Propriétaire à Saint-Ciers-la-Lande                                                                         |
| 1898                                     | 1910         | Édouard Cadenaule                                      | Républicain         | Médecin Inspecteur des enfants assistés, maire de Saint-Ciers-la-Lande                                      |
| 1898                                     | 1904         | Albert Robert                                          | Républicain         | Maire d'Anglade                                                                                             |
| 1904                                     | 1910         | Henri Migné                                            | Républicain         | Maire d'Eyrans                                                                                              |
| 1910                                     | 1919         | Joseph Tragan                                          | Républicain Radical | Médecin à Saint-Ciers-la-Lande                                                                              |
| 1910                                     | 1919         | Pierre Boulineaud                                      | Républicain         | Maire de Marcillac                                                                                          |
| 1919                                     | 1940         | Henri Vergez                                           | Républicain         | Maire de Marcillac                                                                                          |
| 1919                                     | 1922         | Louis Largeteau                                        | AD                  | Maire de Braud                                                                                              |
| 1922                                     | 1928         | Gabriel Bruneteau                                      | AD                  | Maire de Saint-Aubin                                                                                        |
| 1928                                     | 1940         | M. Coureaud                                            | AD                  | |
| 1940                                     |              |                                                        |                     | Les conseils d'arrondissement ont été suspendus par la loi du 12 octobre 1940 et n'ont jamais été réactivés |
| Les données manquantes sont à compléter. |              |                                                        |                     | |